# Saint-Maurice-Colombier
Saint-Maurice-Colombier és un municipi francès situat al departament del Doubs i a la regió de Borgonya - Franc Comtat. L'any 2007 tenia 868 habitants.

## Demografia

### Població
El 2007 la població de fet de Saint-Maurice-Colombier era de 868 persones. Hi havia 340 famílies de les quals 66 eren unipersonals (35 homes vivint sols i 31 dones vivint soles), 141 parelles sense fills, 125 parelles amb fills i 8 famílies monoparentals amb fills.
La població ha evolucionat segons el següent gràfic:
Habitants censats

### Habitatges
El 2007 hi havia 377 habitatges, 345 eren l'habitatge principal de la família, 13 eren segones residències i 19 estaven desocupats. 372 eren cases i 5 eren apartaments. Dels 345 habitatges principals, 318 estaven ocupats pels seus propietaris, 14 estaven llogats i ocupats pels llogaters i 13 estaven cedits a títol gratuït; 1 tenia una cambra, 13 en tenien dues, 23 en tenien tres, 81 en tenien quatre i 226 en tenien cinc o més. 305 habitatges disposaven pel capbaix d'una plaça de pàrquing. A 118 habitatges hi havia un automòbil i a 204 n'hi havia dos o més.

### Piràmide de població
La piràmide de població per edats i sexe el 2009 era:
| Homes | Edats   | Dones |
| ----- | ------- | ----- |
| 0     | 95 o +  | 0     |
| 0     | 90 a 94 | 0     |
| 4     | 85 a 89 | 12    |
| 4     | 80 a 84 | 8     |
| 16    | 75 a 79 | 12    |
| 8     | 70 a 74 | 24    |
| 20    | 65 a 69 | 24    |
| 24    | 60 a 64 | 8     |
| 36    | 55 a 59 | 20    |
| 36    | 50 a 54 | 24    |
| 24    | 45 a 49 | 40    |
| 16    | 40 a 44 | 24    |
| 36    | 35 a 39 | 16    |
| 28    | 30 a 34 | 28    |
| 0     | 25 a 29 | 16    |
| 24    | 20 a 24 | 20    |
| 12    | 15 a 19 | 24    |
| 16    | 10 a 14 | 20    |
| 32    | 5 a 9   | 8     |
| 16    | 0 a 4   | 12    |

## Economia
El 2007 la població en edat de treballar era de 539 persones, 397 eren actives i 142 eren inactives. De les 397 persones actives 371 estaven ocupades (195 homes i 176 dones) i 26 estaven aturades (11 homes i 15 dones). De les 142 persones inactives 64 estaven jubilades, 33 estaven estudiant i 45 estaven classificades com a «altres inactius».

### Ingressos
El 2009 a Saint-Maurice-Colombier hi havia 361 unitats fiscals que integraven 928 persones, la mediana anual d'ingressos fiscals per persona era de 19.314,5 €.

### Activitats econòmiques
Dels 21 establiments que hi havia el 2007, 1 era d'una empresa de fabricació de material elèctric, 2 d'empreses de fabricació d'altres productes industrials, 6 d'empreses de construcció, 4 d'empreses de comerç i reparació d'automòbils, 2 d'empreses de transport, 1 d'una empresa d'hostatgeria i restauració, 1 d'una empresa financera, 2 d'empreses immobiliàries i 2 d'empreses de serveis.
Dels 7 establiments de servei als particulars que hi havia el 2009, 1 era un taller de reparació d'automòbils i de material agrícola, 1 paleta, 1 guixaire pintor, 2 fusteries, 1 lampisteria i 1 electricista.
L'any 2000 a Saint-Maurice-Colombier hi havia 5 explotacions agrícoles.

## Equipaments sanitaris i escolars
El 2009 hi havia una escola elemental.

## Poblacions més properes
El següent diagrama mostra les poblacions més properes.